# Theunis Piersma (bioloog)
Theunis Piersma (Hemelum, 1958) is een Nederlands bioloog. Hij is hoogleraar trekvogelecologie aan de Rijksuniversiteit Groningen en onderzoeker bij het Koninklijk Nederlands Instituut voor Onderzoek der Zee (NIOZ) op Texel. Hij is gespecialiseerd in de ecologie van trekvogels.

## Studie en loopbaan
Piersma studeerde in 1984 cum laude af in de biologie aan de Rijksuniversiteit Groningen en promoveerde met het proefschrift Close to the edge: Energetic bottlenecks and the evolution of migratory pathways in knots in 1994 cum laude aan dezelfde universiteit bij Rudi Drent. Zijn onderzoek richt zich op verschillende vogels, waaronder de kanoetstrandloper, de grutto en de lepelaar.
In 2009 is hij benoemd tot lid van de Koninklijke Nederlandse Akademie van Wetenschappen en in 2016 tot lid van de Koninklijke Hollandsche Maatschappij der Wetenschappen (KHMW).

## Onderzoek
Zijn onderzoek richt zich onder meer op de verspreiding en het trekgedrag van wad- en weidevogels en hoe dit samenhangt met klimaat, voedselaanbod, roofvijanden en de genetica van de dieren. Piersma verricht dit onderzoek op verschillende plaatsen in de wereld, onder andere in Nederland, Afrika en China.
Naar zijn idee is er in de biologie de laatste halve eeuw te veel aandacht geschonken aan genen en te weinig aan het belang van het milieu. Deze eenzijdigheid ging volgens Piersma gepaard met een te grote nadruk op zogenaamde exacte benaderingen die te beperkt zijn omdat veel relevante verklaringen daardoor niet aan bod komen.
Piersma is sterk betrokken bij vraagstukken van natuurbeheer en natuurbescherming. Zijn onderzoek leidde onder andere tot het verbod op kokkelvisserij in de Waddenzee. Zijn leerstoel wordt gefinancierd door de Vogelbescherming en het Wereld Natuur Fonds (WNF).

## Prijzen en onderscheidingen
Piersma is verschillende malen onderscheiden met een prijs, zoals de Prins Bernhard Cultuurfonds Prijs voor Natuurbehoud en de Spinozapremie (2014). In 2004 ontving hij, wegens zijn onderzoek naar het behoud van "wetland-habitats", de prestigieuze "Wetlands International Luc Hoffmann-medaille voor Wetland-wetenschap en -behoud" Op 4 april 2017 is Piersma benoemd tot Ridder in de Orde van de Nederlandse Leeuw.

## Publicaties (selectie)
Over zijn onderzoek heeft Piersma meer dan 690 wetenschappelijke artikelen gepubliceerd in internationale wetenschappelijke tijdschriften en zijn artikelen werden meer dan 31,000 keer geciteerd. Zijn H-index bedraagt 112.
- Piersma, T. (2006). Waarom nonnetjes samen klaarkomen en andere wonderen van het wad. Utrecht: KNNV Uitgeverij. Link
- Piersma, T. & van Gils, J.A. (2011). The flexible phenotype. A body-centred integration of ecology, physiology, and behaviour. Oxford: Oxford University Press.link
- van de Kam, J., Battley, P.F., McCaffery, B.J., Rogers, D.I., Hong, J.-S., Moores, N., Ki, J.-Y., Lewis, J. & Piersma, T. (2010). Invisible connections. Why migrating shorebirds need the Yellow Sea. Melbourne: CSIRO Publishing.link
- van de Kam, J., Ens, B. J., Piersma, T. & Zwarts, L. (1999). Ecologische atlas van de Nederlandse wadvogels.link
- van de Kam, J., Ens, B. J., Piersma, T. & Zwarts, L. (2004). Shorebirds. An illustrated behavioural ecology. Utrecht: KNNV Publishers link naar Google books